# Beverly (Kansas)
Beverly é uma cidade localizada no estado americano de Kansas, no Condado de Lincoln.

## Demografia
Segundo o censo americano de 2000, a sua população era de 199 habitantes. 
Em 2006, foi estimada uma população de 192, um decréscimo de 7 (-3,5%).

## Geografia
De acordo com o United States Census Bureau tem uma área de 0,5 km², dos quais 0,5 km² cobertos por terra e 0,0 km² cobertos por água.

## Localidades na vizinhança
O diagrama seguinte representa as localidades num raio de 28 km ao redor de Beverly. 